# Geel viooltje
Geel viooltje (Viola lutea subsp. lutea) is een ondersoort van Viola lutea.

## Naamgeving enetymologie
- Synoniem: Viola lutea subsp. elegans W.Becker, Viola tricoloroides H.Lév., Viola tricolor var. unguiculata Rouy & Foucaud, Viola tricolor var. grandiflora W.D.J.Koch, Viola lutea var. elegans (Kirschl.) Nyman, Viola tricolor subsp. lutea (Huds.) Rouy & Foucaud
- Frans: Pensée des Vosges, Pensée jaune
- Duits: Vogesen-Stiefmütterchen
- Engels: Mountain Pansy

De botanische naam Viola is Latijn voor 'purperen bloem'. De soortaanduiding lutea is Latijn voor 'geel'.

## Determinatie
Geel viooltje is een overblijvende, kruidachtige plant met tot 25 cm lange, opgerichte, onbehaarde en driekantige bloemstengels. De onderste bladeren zijn ovaal tot hartvormig. De hogere bladeren zijn lancetvormig en hebben smalle steunblaadjes met een spitse, lijnvormige centrale lob.
De soort bloeit van juni tot augustus. De bloemen zijn groot, langgesteeld en meestal geel of (minder algemeen) violet of meerkleurig. De kroonbladen zijn veel langer dan de kelkbladen. Het spoor is ongeveer half zo lang als de kroonbladen. De stempel is trechtervormig verbreed.

## Ecologie
Geel viooltje komt vooral voor op vochtige en vruchtbare bodems op zonnige plaatsen, vooral in graslanden op het subalpiene niveau tot op 1.400  m hoogte.

## Verspreiding
Het verspreidingsgebied van geel viooltje strekt zich uit over de West-Europese gebergtes (Vogezen, Jura, Centraal Massief) en in Zwitserland.
... · 
V. arvensis (akkerviooltje) · 
V. ×bavarica (middelst bosviooltje) · 
V. biflora (tweebloemig viooltje) · 
V. calcarata (langsporig viooltje) · 
V. canina (hondsviooltje) · 
V. cornuta (hoornviooltje) · 
V. cryana · 
V. curtisii (duinviooltje) · 
V. epipsila · 
V. guestphalica (violette zinkviooltje) · 
V. hirta (ruig viooltje) · 
V. ircutiana · 
V. kusnezowiana · 
V. lutea · 
V. lutea subsp. calaminaria (zinkviooltje) · 
V. lutea subsp. lutea (geel viooltje) · 
V. lutea subsp. elegans ·
V. mirabilis (wonderviooltje) · 
V. odorata (maarts viooltje) · 
V. palustris (moerasviooltje) · 
V. persicifolia (melkviooltje) · 
V. pubescens · 
V. reichenbachiana (donkersporig bosviooltje) · 
V. riviniana (bleeksporig bosviooltje) · 
V. rupestris (zandviooltje) · 
V. tricolor (driekleurig viooltje) · 
...